# Tramlijn 36 (Haaglanden)
Tramlijn 36 van de HTM is een voormalige tramlijn in het gebied dat van 2006 tot 2015 de regio Haaglanden heette, in de Nederlandse provincie Zuid-Holland.

## Geschiedenis

### 1963-1966
- 21 oktober 1963: lijn 36 werd ingesteld op het traject Den Haag Turfmarkt – Rijswijk – Voorburg station. Het was het nieuwe lijnnummer van lijn I³, maar aan de route en halten werd niets gewijzigd. Wel werd de bovenleidingspanning van 1200 volt verlaagd naar 600 volt, zodat het interlocale trammaterieel kon worden vervangen door PCC-cars.
- 22 mei 1966: Lijn 36 werd opgeheven en vervangen door lijn 10.

### Buslijn 36
Lijnnummer 36 is in de periodes 1955-1958, 1976-1983 en 2007-2011 ook gebruikt voor diverse buslijnen 36.